# المتنبي (مسلسل)
المتنبي هو مسلسل تلفزيوني عراقي عرض في عام 1980.

## الممثلون
- فريال كريم
- عبير فريد
- أمينة رزق
- فاتن كريم
- أحمد مرعي